# أوه بان-سوك
أوه بان سوك (بالكورية: 오반석)‏ (و. 1988  م) هو لاعب كرة قدم، من كوريا الجنوبية، ولد في غواتشيون، شارك في كأس العالم لكرة القدم 2018، يلعب كمُدَافِع.

## روابط خارجية
أوه بان-سوك على موقع الاتحاد الدولي (مؤرشف)  (الإنجليزية)
- أوه بان-سوك على موقع دوري كوريا الجنوبية (الإنجليزية)
- أوه بان-سوك على موقع قاعدة بيانات كرة القدم.إي يو (الإنجليزية)
- أوه بان-سوك على موقع ناشيونال فوتبول تيمز (الإنجليزية)
- أوه بان-سوك على موقع Soccerway.com (الإنجليزية)